# Anšan
Anšan (perz. انشان, današnji Tape-Malian) starovjekovni je grad podno planinskog masiva Zagros, 36 km sjeverozapadno od Širaza u pokrajini Fars na jugozapadu Irana. Grad je u 3. tisućljeću pr. Kr. bio jedan od ranih glavnih gradova Elama, dok je od 7. stoljeća pr. Kr. postao prijestoljnicom iranske dinastije Ahemenida koji su stvorili moćno Perzijsko Carstvo.

## Povijest

### Elam
Prema arheološkim nalazima, Anšan je osnovan oko 5000. pr. Kr. Prije 1973. godine kada je identificiran kao Tape-Malian, Anšan se prema pretpostavkama učenjaka nalazio negdje u centralnom planinskom masivu Zagros.
Kao elamski grad, Anšan datira najkasnije iz 3. tisućljeća pr. Kr. Sumerski ep Enmerkar i gospodar Arate iz 21. stoljeće pr. Kr. opisuje Anšan kao mjesto na putu između Uruka i legendarne Aratte. Tijekom različitih povijesnih razdoblja, Anšan je bio jedno od središta elamskih dinastija, koji je imao jak utjecaj na ostale elamske gradove.
Akadski kralj Maništušu prema zapisima tvrdi kako je pokorio Anšan, no Akadsko carstvo slabi u doba njegovih nasljednika. Elamski kralj Kutik-Inšušinak iz dinastije Awan oslobodio se od akadske dominacije i zauzeo je Anšan, zbog čega neki povjesničari pretpostavljaju kako je „Awan“ oblik riječi „Anšan“. Kasnije je Gudea od Lagaša pokorio Anšan, dok su vladari Ura Šulgi i Šu-Sin tamo imali svoje namjesnike. Ipak, Ur u doba vladavine njihova nasljednika Ibbi-Sina postepeno gubi kontrolu nad Anšanom, a Elamiti 2004. pr. Kr. pustoše grad Ur i nose kipove sumerskog boga Mjeseca (Sin) i samog Ibi-Sina u Anšan.
Od 15. stoljeća pr. Kr. elamski vladari iz Suze počinju koristiti titulu „Kralj Anšana i Suze“ (akadski izvori spominju toponim „Kralj Suze i Anšana“), pa postoji vjerojatnost kako su Anšan i Suza bili ujedinjeni tijekom „Srednjeg elamskog perioda“. U to doba elamski kraljevi često su pustošili gradove u Babiloniji. Zadnji kralj koji se služio tom titulom je Šutruk-Nakhkhunte II. (717. – 699. pr. Kr.).

### Perzijsko Carstvo
Anšan se smatra kolijevkom ahemenidske Perzije. U 7. stoljeću pr. Kr. perzijski vladar Teisp osvaja Anšan i uzima titulu „Kralj Anšana“, dok tijekom sljedećeg stoljeća perzijska dominacija nad gradom slabi u korist Medije. Konačno, sredinom 6. stoljeća pr. Kr. perzijski vladar Kir Veliki pokorava medijskog kralja Astijaga, a Anšan postaje jezgrom Perzijskog Carstva. Perzijski kraljevi nastavili su koristiti titulu Kralj Anšana sve do vladavine Darija I. Velikog.

## Poveznice
- Elam
- Ahemenidi
- Teisp od Anšana
- Kir Veliki
- Perzijsko Carstvo
- Ekbatana
- Perzepolis
- Pasargad
- Suza (Iran)

## Vanjske poveznice
- [neaktivna poveznica]
- Anšan (opis i fotografije nalazišta), Livius.org  Arhivirana inačica izvorne stranice od 27. svibnja 2013. (Wayback Machine)
- Britannica enciklopedija: Anšan